# Herb Recza

Herb Recza z okresu PRL

Herb Recza – jeden z symboli miasta Recz i gminy Recz w postaci herbu.

## Wygląd i symbolika
Herb przedstawia na złotej (żółtej) tarczy typu hiszpańskiego narożnik czerwonego ceglastego muru obronnego z krenelażem, ponad nim trzy czerwone, także ceglaste i blankowane wieże, pokryte czarnymi stożkowatymi daszkami zwieńczonymi czerwonymi kulami. Środkowa wieża jest nieco wyższa od dwóch pozostałych i znajduje się na niej srebrna tarczka z czerwonym orłem, a nad nią dwa okna. Dwie boczne wieże mają po trzy okna w układzie dwa nad jednym.
Czerwony orzeł nawiązuje do herbu margrabiów brandenburskich, którzy lokowali miasto.

## Historia
Na pieczęciach miejskich, począwszy od XIV wieku, występuje wizerunek pół orła brandenburskiego i pół koła – godła rodziny von Wedel, do której należało miasto od 1370 roku. Po 1945 roku orła brandenburskiego przemieniono w „piastowskiego”. W 1985 powrócono do historycznego herbu z murem i wieżami. 28 lutego 2003 roku uchwałą Rady Miejskiej Recza ustanowiono oficjalnie herb z murem, wieżami i czerwonym orłem.